# Агропросперіс
Агропросперіс (Agroprosperis Group, AP Group) — українська група компаній, що фінансує виробництво та експорт агропродукції в Україні з 2006 року. Входить до трійки лідерів серед виробників та експортерів сільськогосподарських культур в Україні. Спеціалізація — зернові (пшениця, кукурудза) та олійні культури (соняшник, ріпак, соя). У 2019 році обсяг експорту ГК перевищив 3 млн тонн зерна. Найбільші покупці с/г продукції — країни Азії, Близького Сходу, Європи та Північної Африки.
До 2017 року послугами «Агропросперіс» скористалося понад 70 промислових виробників агропродукції в Україні (середні та  малі фермерські господарства).
До складу Групи входять 45 агрокомпанії, 6 сервісних компаній, 11 елеваторів з оборотом  понад 1 млн тонн і «Агропросперіс Банк». Загальна кількість працівників — понад 3 тис. осіб.

## Історія
З 2006—2007 рр. інвестфонд NCH Capital (США) заснував в Україні низку холдингів, які займаються агровиробництвом. Станом на початок 2020 р. працюють три холдинги: «Біо Агро», «Золотий світанок (Агро)», «Рей Агро». У 2014 році відбулося об'єднання всіх активів NCH Capital в Україні в єдину групу під назвою «Агропросперіс». Нова назва склалася з поєднання грецького слова agros і латинського prosperitas («поле» + «процвітання»). Автор назви — Ольга Макара, керівник відділу аналітики та звітності «Агропросперіс» (на момент публікації; з 1 липня 2018 року — фінансовий директор Групи компаній «Агропросперіс»)

## Керівництво
Генеральний і комерційний директор — Ігор Осьмачко.
Фінансовий директор — Ольга Макара.

## Інвестор
Засновник холдингу — група фондів прямих інвестицій New Century Holdings (NCH). Станом на 2017 рік загальні активи NCH, вкладені в різних країнах по всьому світу, оцінюються в $3,5 млрд..
Українське представництво NCH Capital очолює Міхаель Бертрам. Директор з аграрних інвестицій представництва NCH Capital в Україні — Марія Осика.

## Діяльність
Бізнес Групи компаній «Агропросперіс» представлено двома головними напрямками:
- Промислове агровиробництво.
- Надання малим і середнім фермерам комплексу послуг для стабільного і прибуткового агровиробництва.

Головні напрямки бізнесу
1) Промислове агровиробництво (профільні культури — пшениця, кукурудза, ріпак, соняшник, соя).
Виробництво аграрної продукції ГК «Агропросперіс» здійснює в 12 областях України, земельний банк — понад 300 тис. га. Згідно зі стратегією компанії, керівництво Групи замість збільшення земельного банку планує нарощувати партнерство з українськими фермерами.
2) Ланцюжок доданої вартості з лану до столу (дистрибуція ТМЦ, фінансування, логістика та  експорт).

### Дистрибуція
«Агропросперіс» постачає фермерам насіння, засоби захисту рослин, мінеральні добрива від провідних світових виробників.

### Фінансування
У 2015 році інвестиційний фонд NCH Capital викупив 100 % акцій збанкрутілого українського «Астра Банку». Після цього фінустанова отримала нову назву «Агропросперіс Банк» (скорочено — «АП Банк») та галузеву спеціалізацію — фінансування  малих і середніх виробників зернових та олійних культур України. У 2017 р. «Агропросперіс Банк» обслужив понад 40 % всіх аграрних розписок в Україні. Статутний капітал ПАТ «АП БАНК» становить 310 млн грн (кінець 2017 р.).

### Логістика агропродукції
За логістику відповідає компанія «Агросіті Інвест», заснована у 2010 році. «Агросіті Інвест» має профільну інфраструктуру (мережу елеваторів) і власний парк автотранспорту. Щорічні витрати на будівництво і модернізацію елеваторів у період з 2012 до 2017 рр. склали близько $10 млн.
Для забезпечення логістики агропродукції «Агропросперіс»:
- використовує 11 сучасних елеваторів у Вінницькій («Агродар Бар», «Сорочанський Мірошник», Джулинський і Жмеринський елеватори[8]), Рівненській (Радивилівський елеватор), Сумській (Білопольський, Дубов'язівський та Кролевецький елеватори), Харківській («Власівський Мірошник», Лозовський елеватор), Хмельницькій («Поділля Елеватор») областях;
- керує власним парком залізничних вагонів-зерновозів і локомотивів (у 2015—2018 рр. Група придбала 400 вагонів і використовує 6 локомотивів)[9];
- організує залізничні маршрути.

### Експорт агропродукції
«Агропросперіс» експортує агропродукцію, вирощену власними та партнерськими компаніями (зерно закуповується за гривневими та експортними контрактами на базі EXW, DAP, CPT).

## Партнерська програма
З 2016 року в «Агропросперіс» працює унікальна партнерська програма для виробничого ядра. Її учасники отримали можливість вкласти власні кошти в робочий капітал компаній, в яких вони працюють («Агропросперіс заводи», скорочено — АПЗ). Головна мета програми — мотивація спеціалістів, формування підприємницьких навичок, що дають змогу створювати і впливати на власний фінансовий результат і на результат компанії в цілому. В перший рік до програми долучилися 30 партнерів, які вклали $250 тис. та отримали дивіденди в розмірі до 80 % річних (USD). У 2017 р. кількість партнерів збільшилась у понад 30 разів — учасниками інвестиційної програми стали 965 спеціалістів з 52 АПЗ, 80 % з яких — механізатори. Сума внесків зросла до $3 млн.
З 2019 року "Агропросперіс" виступає в якості спеціального партнера освітньої програми "Агрокебети [Архівовано 3 липня 2019 у Wayback Machine.]"

## ІТ-продукти
«Агропросперіс» розробляє профільні IT-інструменти, які дають змогу збільшити ефективність та контрольованість агробізнесу. У розробках беруть участь ІТ-спеціалісти, аналітики та агрономи.
У 2015 р. розроблено і запроваджено програму AP Agronomist, за допомогою якої можна централізовано керувати матеріальними й трудовими ресурсами. Встановивши програму на планшет, агрономи просто в полі мають доступ до інформації про стан ТМЦ і механізаторів, а також можуть щодня планувати і контролювати всі польові роботи і технологічні операції.   
Навчитися планувати та прогнозувати фінансові результати діяльності агровиробництва на 3 сезони наперед дає змогу програма Smart Agri. Один агросезон у віртуальному середовищі триває 40 хвилин, за цей час можна експериментувати з різними бізнес-рішеннями та технологіями, вибравши оптимальний варіант з урахуванням зовнішніх факторів (погода, зміни цін та ін.). Smart Agri використовується для навчання, а також як презентаційний продукт.